# (209635) 2005 BR1
209635 (2005 BR1) là một tiểu hành tinh vành đai chính được phát hiện ngày 17 tháng 1 năm 2005 bởi James Whitney Young ở Đài thiên văn Núi bàn gần Wrightwood, California.